# De Havilland DH.90 Dragonfly
Il de Havilland DH.90 Dragonfly fu un bimotore biplano adibito per il trasporto leggero prodotto dall'azienda britannica de Havilland Aircraft Company negli anni trenta.

## Storia

### Design e sviluppo
Il Dragonfly deriva dal disegno del DH.89 Dragon Rapide, ma a differenza di questo fu realizzato più piccolo e con una diversa conformazione alare. L'ala inferiore era leggermente più piccola della superiore e gli alloggiamenti dei due motori sporgevano di meno dal profilo dell'ala rispetto a quelli del DH.89, grazie ad un nuovo disegno dei serbatoi del carburante. Le differenze maggiori si riscontrano della struttura del velivolo: il Dragonfly disponeva di una nuova scocca in compensato e una fusoliera resa più resistente. Fu pensato come aereo da trasporto leggero, specialmente come un aereo da turismo di lusso in grado di ospitare fino a 4 persone oltre al pilota; fu anche predisposto ad accogliere doppi comandi. Il primo esemplare di Dragonfly, siglato G-ADNA, volò il 12 agosto 1935. Il velivolo dimostrò di raggiungere alte prestazioni anche se equipaggiato con motori di bassa potenza, grazie alle nuove tecniche costruttive messe a punto nella realizzazione del de Havilland DH.88; conseguenza di questo nuovo tipo di realizzazione di aerei fu anche il suo elevato prezzo d'acquisto (2.650 £). In termini moderni, può essere paragonato ai lussuosi jet privati utilizzati da ricche multinazionali.

### Impiego[1][2]
La prima consegna dei velivoli avvenne nel maggio del 1936. Trentasei nuovi Dragonfly furono consegnati a privati e a diverse compagnie; 15 furono utilizzati come aerei di linea/taxi aerei, mentre tre furono consegnati a dei club. Uno fu consegnato all'aviazione danese e uno a quella svedese, mentre la Royal Canadian Mounted Police ne utilizzò quattro per contrastare i contrabbandieri di alcool. La produzione venne sospesa nel 1938.
Durante il 1939, diversi DH.90 privati furono convertiti ad uso commerciale. Come esempio citiamo la flotta aerea realizzata dalla Air Dispatch Ltd a Croydon, con velivoli che furono utilizzati sia da privati che come aerotaxi.
Sette DH.90 smontati furono spediti in Canada, dove furono ricostruiti dalla filiale canadese della de Havilland e utilizzati da piccoli operatori commerciali. Di questi, almeno uno fu convertito in idrovolante.
Tre Dragonfly furono acquistati dal governo rumeno nel 1937 ed utilizzati come addestratori.
Allo scoppio della Seconda guerra mondiale, circa 23 DH.90 furono acquisiti dalla RAF e dalle forze aeree del Commonwealth; di questi sei sopravvissero fino al 1945.

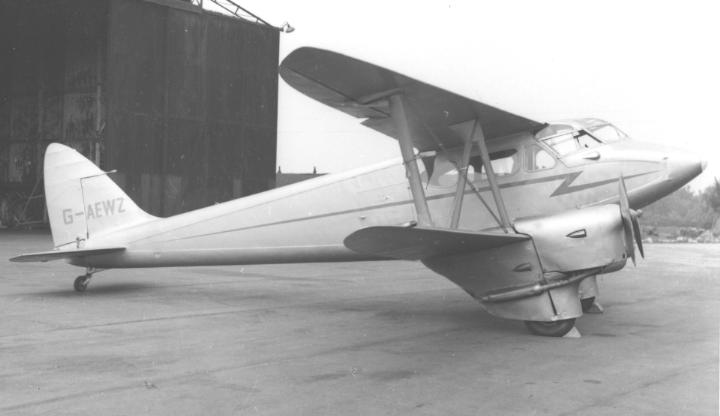
Dragonfly della Silver City Airways, 1953.

La compagnia aerea Silver City Airways utilizzò un DH.90, siglato G-AEWZ, dal 1950 al 1960. Attorno al 1970 sono riportati solo due esemplari ancora attivi.
Da notare che, grazie alla disposizione e alla struttura dei suoi serbatoi di carburante, solo un velivolo andò perduto a causa di incendio a bordo.

## Versioni
- DH.90: Primo prototipo, equipaggiato con due motori de Havilland Gipsy Major I da 130 hp (97 kW).
- DH.90A: Versione con due motori de Havilland Gipsy Major 1C o D.
- Dragonfly Seaplane: Versione idrovolante, equipaggiato con galleggianti in alluminio e con un portello extra per accedere alla cabina. Più pesante e meno prestante delle versioni precedenti.[4]

## Esemplari attualmente esistenti

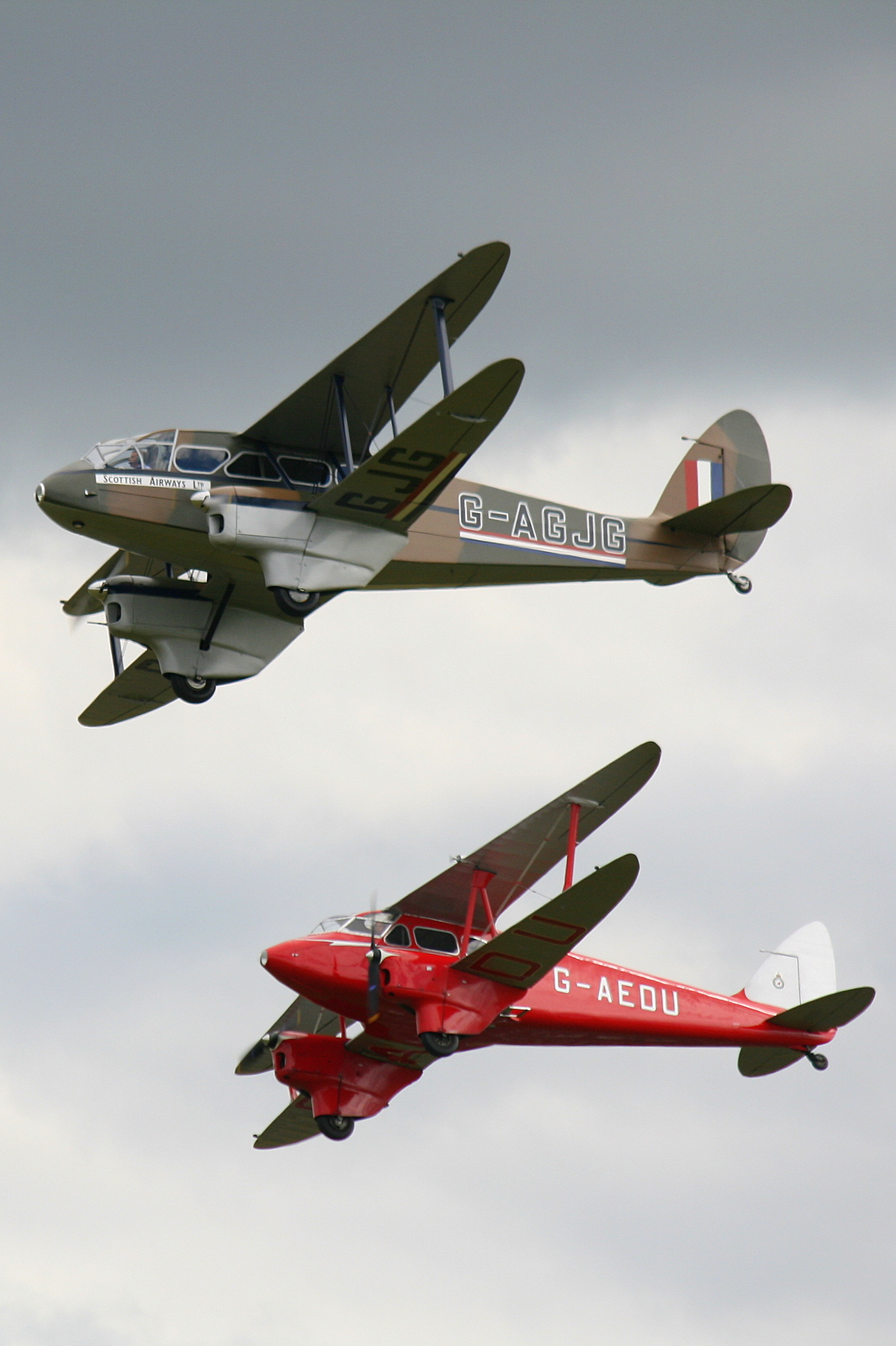
Una copia di de Havilland DH.89 Dragon Rapide e DH.90 in volo.

Due mezzi sono ancora esistenti:
- DH 90A ZK-AYR[5] in condizioni di volo e conservato dalla Croydon Aircraft Company[6], Nuova Zelanda. Fu inizialmente registrato come G-AEDT, successivamente fu spedito in Australia e siglato come VH-AAD, da qui finì negli USA e ri-siglato N2034[7]. Dal 1988 al 1996 fu nuovamente registrato come G-AEDT prima di giungere in Nuova Zelanda.
- DH 90A G-AEDU è registrato in Inghilterra dal 1992 e di proprietà del Norman Aeroplane Trust[8]. Originariamente fu spedito in Angola nel 1937 e registrato come CR-AAB, successivamente fu spedito in Sudafrica e siglato ZS-CTR[9]. Ritornò in Inghilterra nel 1979 e fu registrato come G-AEDU, sigla già assegnata ad un altro DH.90 ma mai utilizzato. Fu poi esportato negli USA nel 1983 e registrato come N190DH ma rientrò in Gran Bretagna danneggiato nel 1992; successivamente venne riparato e rimesso in condizione di volare e siglato nuovamente G-AEDU.

## Utilizzatori
Australia
- Qantas

 Canada
- Royal Canadian Air Force
- Royal Canadian Mounted Police

 Danimarca
- Flyvevåbnet

 Egitto
- Misr Airwork Ltd

 India Britannica
- Air Services of India Ltd

 Iraq
- Faysal I re d'Iraq

 Rhodesia
- Rhodesian and Nyasaland Airways

 Romania
- LARES

 Svezia
- Svenska Flygvapnet

 Turchia
- Devlet Hava Yollari

 Uruguay
- Pluna

 Regno Unito
- Air Dispatch Ltd
- Air Commerce Ltd
- Air Service Training Ltd
- Air Taxis Ltd
- Anglo-European Airways Ltd
- Birkett Air Services Ltd
- British Continental Airways Ltd
- International Air Freight Ltd
- Plymouth Airport Ltd
- Royal Air Force
- Silver City Airways Ltd
- Western Airways Ltd